# Tanytarsus unagisextus
Tanytarsus unagisextus är en tvåvingeart som beskrevs av Sasa 1985. Tanytarsus unagisextus ingår i släktet Tanytarsus och familjen fjädermyggor. Inga underarter finns listade i Catalogue of Life.